# República Soviètica de Baviera

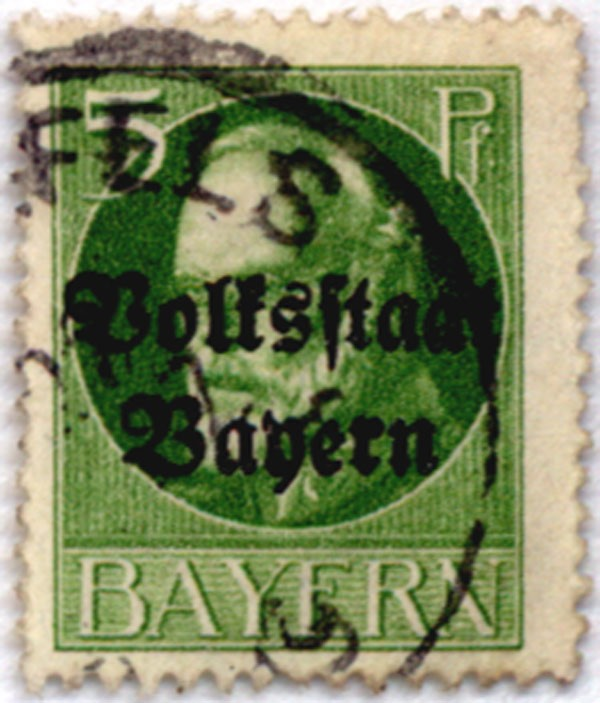
Segell

La República de Baviera o República Soviètica de Baviera (Bayrische Räterepublik, també anomenada Münchner Räterepublik), o algunes vegades recordada com el Consell de Baviera o el "Soviet de Baviera", fou una breu administració revolucionària que consistia en una sèrie de consells d'obrers, camperols i soldats federats federats i un govern coordinador que fou format a l'estat federat alemany de Baviera entre finals de l'any 1918 i inicis del 1919, durant els primers dies de la República de Weimar després de la derrota d'Alemanya a la Primera Guerra Mundial. La seva capital era Múnic.

## Història

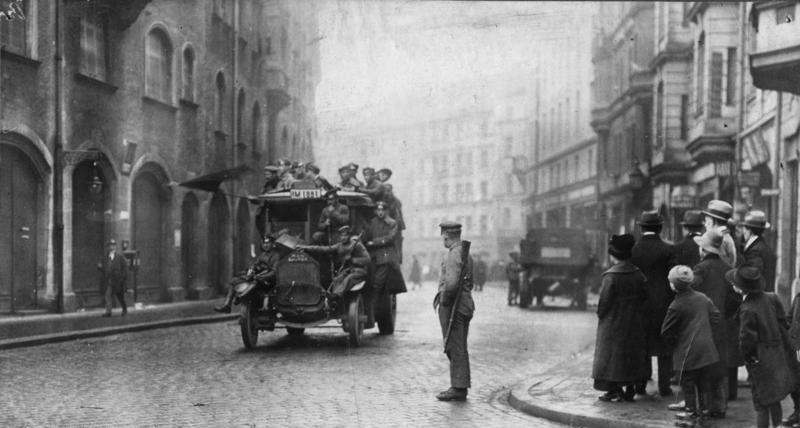
Soldats al carrer durant la revolució

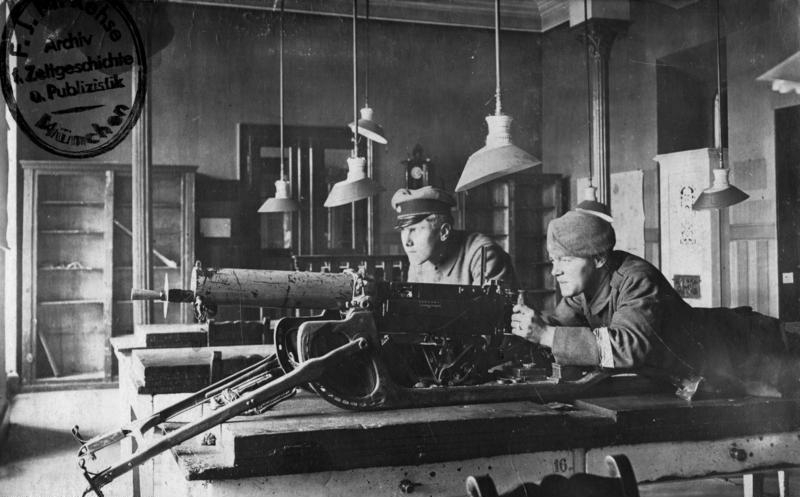
Combats durant la Revolució de 1919

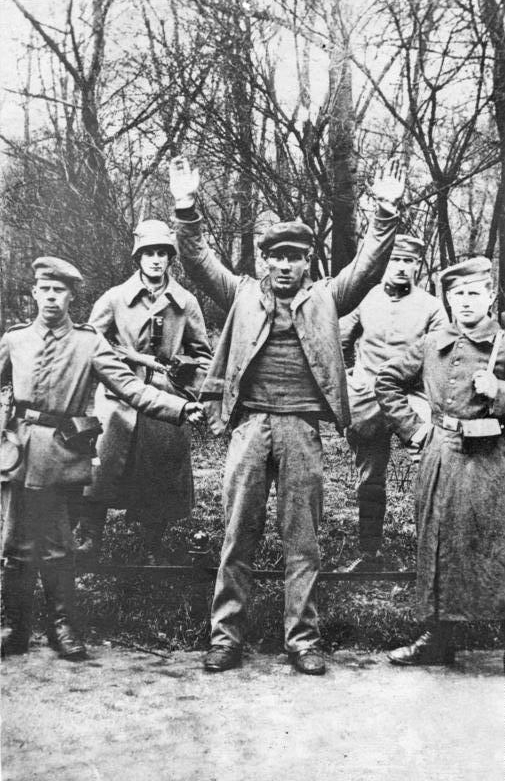
Soldats amb un guàrdia Roig fet presoner

El 7 de novembre del 1918, a l'aniversari de la Revolució russa d'octubre, el Consell d'Obrers i Soldats va forçar a l'últim rei de Baviera, Lluís III que abdiqués. Després, Kurt Eisner, del Partit Socialdemòcrata Independent d'Alemanya (USPD) va declarar Baviera com un "estat lliure" dins el context de la Revolució de Novembre que s'estava produint a Alemanya. El 6 d'abril del 1919, la "República Soviètica de Baviera" fou proclamada formalment. Al principi fou sostinguda per membres de faccions anti-autoritàries de l'USPD. La participació de l'anarquista Gustav Landauer com a ministre de cultura i de Silvio Gesell com a ministre d'economia, al costat d'altres antiautoritaris i socialistes llibertaris com el poeta i dramaturg Erich Mülsam, Ernst Toller i Ret Marut (el novel·lista Bruno Traven donaren al Soviet una direcció forta anarquista.
Els Freikorps van trencar les defenses de Munic l'1 de maig, donant lloc a durs combats als carrers. El 3 de maig del 1919, els Freikorps van ocupar la República bavaresa. Uns 1000 voluntaris del govern foren morts. Prop de 700 homes i dones foren arrestats i executats pels Freikorps. Leviné va ser condemnat a mort i executat a la presó de Stadelheim.

### Filmografia
- Die Münchner Räterepublik. 1. Teil: Kurt Eisner – zwischen Demokratie und Diktatur. 2. Teil: Ende mit Schrecken. Fernsehfilm, BR Deutschland, 1969/1970, jeweils 90 Min., Buch: Hellmut Andics, Regie: Helmuth Ashley, Produktion: ZDF, Erstausstrahlung: 10. Januar 1971, Inhaltsangabe vom ZDF
- Die Dichter und die Räterepublik. Spurensuche einer vergessenen Revolution. Dokumentation und Doku-Drama, BR Deutschland, 1990, 58 Min., Buch: Michael Schneider, Regie: Wolfgang F. Henschel, Produktion: ZDF